# Parque nacional del Distrito de los Lagos
El Distrito de los Lagos (en inglés: Lake District), también conocido como Los lagos (The Lakes) o Tierra de los lagos (Lakeland), es una zona rural del noroeste de Inglaterra. Constituye un popular destino turístico, famoso por sus lagos y montañas (llamadas fells), y por su asociación con los poetas lakistas (lake poets), quienes adoptaron el lugar como residencia y fuente de inspiración a principios del siglo XIX. Es conocido también por ser el lugar de origen de la raza de perro homónima, el Lakeland terrier.

## Parque nacional
La zona más famosa y visitada es el Parque Nacional del Distrito de los Lagos, ubicado en el condado de Cumbria, y que constituye el más grande de los parques nacionales de Inglaterra y una de las pocas regiones montañosas del suelo inglés. Dentro de sus límites se encuentra el Wast Water, Windermere y el Scafell Pike, el lago más profundo, el lago más grande y la montaña más alta de Inglaterra (con 978 m), respectivamente, además de poblaciones como Keswick y Bowness-on-Windermere.

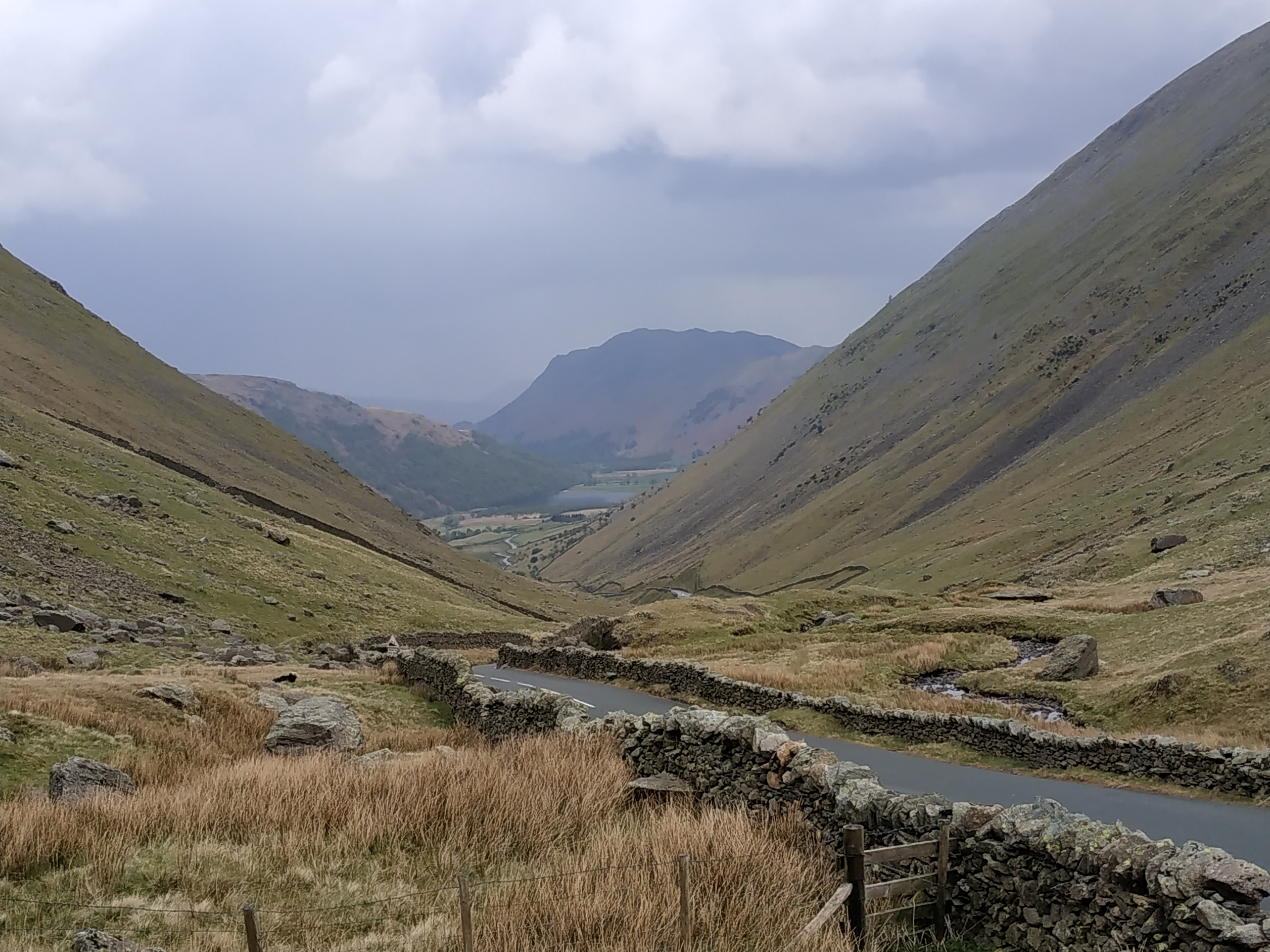
Distrito de los lagos, zona montañosa. Kirkstone Pass.

Se creó en el año 1951 para preservar el paisaje de las alteraciones nocivas que pudieran causar la industria o el comercio. Casi todo su territorio es propiedad privada, salvo pequeñas zonas que pertenecen al National Trust. Como es común en los parques nacionales ingleses, no hay ninguna restricción de entrada o circulación dentro del parque.
Se considera un área de excepcional belleza natural por su impresionante paisaje, único en Inglaterra. Las granjas, las colinas y los asentamientos le añaden valor estético al paisaje natural con una ecología modificada por la influencia humana durante milenios y que incluye importantes hábitats de vida silvestre.

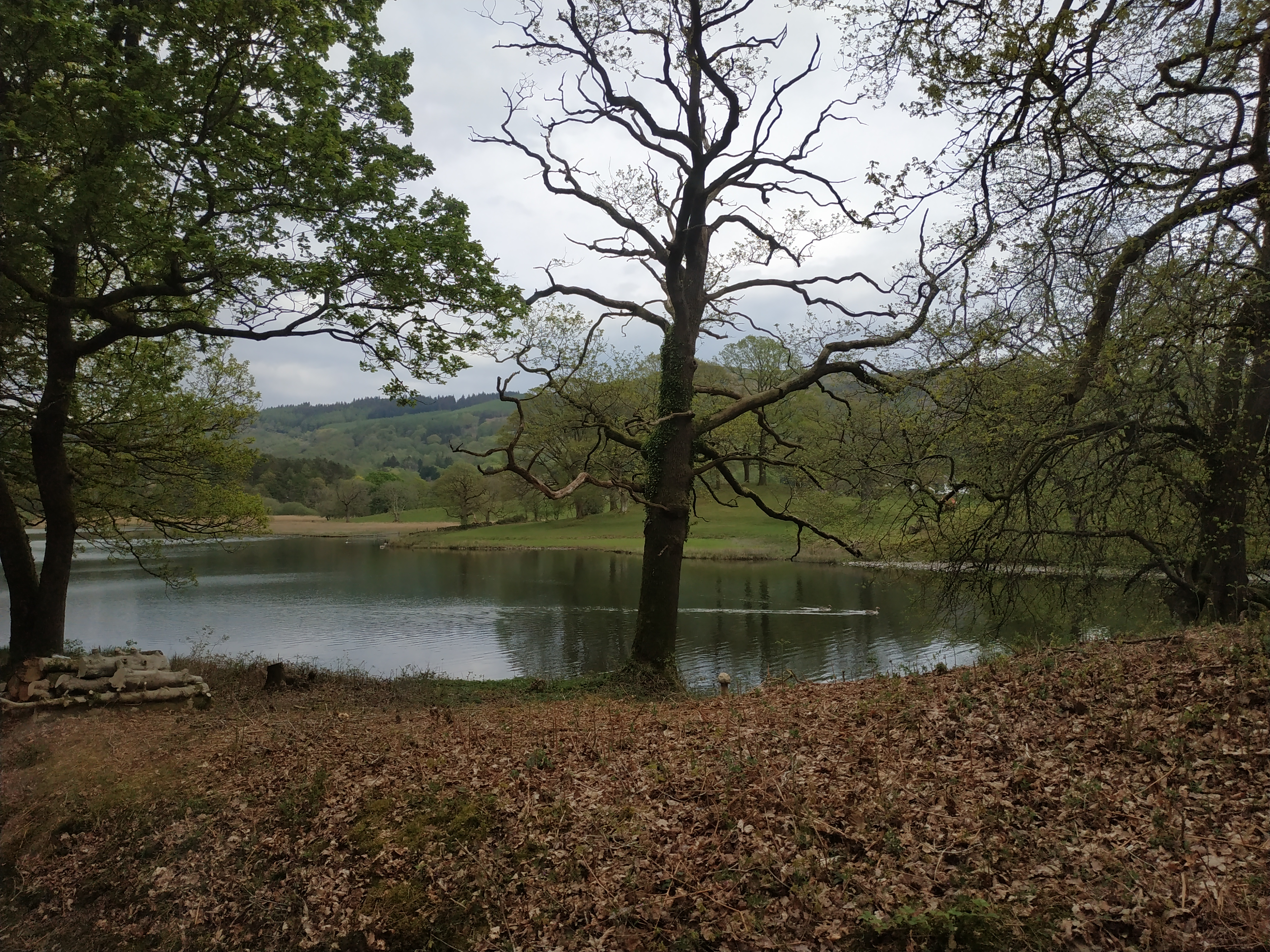
Windermere, distrito de los lagos

Los lagos y los ríos son frescos y puros. Con un nivel variado de nutrientes del agua en los diferentes lagos, proporcionan hábitats diversos para diferentes flora y fauna.
En marzo de 2017 el parque fue declarado Patrimonio de la Humanidad por la UNESCO, debido a la singularidad de su paisaje, a la modificación cultural experimentada por la acción humana, y al hecho de ser fuente de inspiración de numerosos poetas, escritores y artistas británicos en el siglo XIX, sobre todo durante el Romanticismo.

## Residentes célebres
- Beatrix Potter, escritora; ambientó gran parte de las historias de Peter Rabbit en la zona.
- Kurt Schwitters, artista alemán exiliado del nazismo; residió en el parque de 1945 a 1948.

## Carreteras

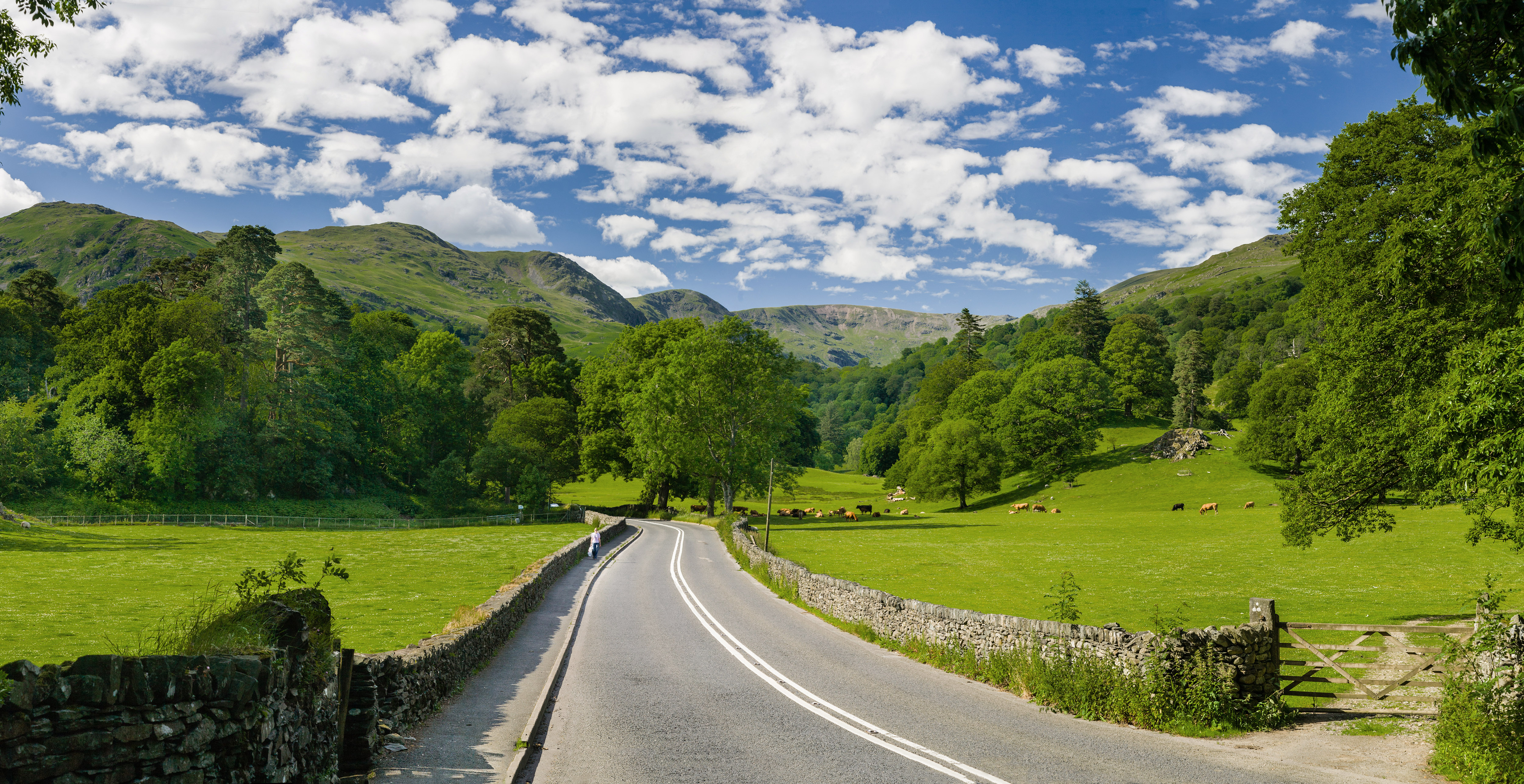
Troncal A591

El parque nacional del Distrito de los Lagos se halla casi contenido dentro de un cuadrado de rutas troncales. Está flanqueado al este por la carretera A6, que va de Kendal a Penrith; la A590, que conecta la autopista M6 con la ciudad Barrow-in-Furness; las vías troncales A5092, que atraviesan sus márgenes sur, y la troncal A66 al extremo norte. Por último, la troncal A595 corre a través de las llanuras costeras al oeste.
Además de estas, algunos caminos penetran en la zona en sí, especialmente la A591, que se extiende del noroeste de Kendal hasta Windermere y luego a Keswick.